# Альфред (национальный парк)
Альфред (англ. Alfred National Park) — национальный парк, расположенный на крайнем востоке штата Виктория (Австралия). Площадь — 30,5 км².

## История
Национальный парк был создан в 1925 году.

## Описание
Национальный парк расположен на крайнем востоке штата Виктория между городами Канн-Ривер и Дженоа, и разделён шоссе Princes Highway (Сидней—Порт-Огаста).

## Природа
В парке расположены влажные тропические леса. Лесные сообщества растений представлены вечнозелеными деревьями вида Syzygium smithii (род Сизигиум), многочисленными лианами, папоротниками, эпифитами. Парк также известен ареалами произрастания таких видов орхидных (Orchidaceae)ː Sarcochilus falcatus (род Фаленопсис) и Dendrobium speciosum (род Дендробиум).